# Maxime Karlovitch Kantor
Pour les articles homonymes, voir Kantor (homonymie).
Maxime Karlovitch Kantor (en russe : Максим Карлович Кантор) (né le 22 décembre 1957 à Moscou) est un peintre et écrivain russe.
Le père de Maxim Kantor, Karl Moïsseïevitch Kantor, était philosophe, historien de l’art, fondateur du magazine Arts décoratifs (en russe : Декоративное искусство), ami proche de A.A.Zinoviev. Son frère aîné est le philosophe, écrivain Vladimir Kantor
Maxim Kantor est diplômé de l’Institut polygraphique de Moscou (1980). En 1977, il a fondé à Moscou le groupe underground Maison rouge. En 1982, à l’Institut de philosophie de Moscou, il a été l’organisateur et le rapporteur d’une fameuse exposition d’un jour de ce groupe.
Il vit entre Oxford, Berlin et l'Ile de Ré.
Citoyen allemand. De confession catholique.
Membre honoraire du Pembroke College, University of Oxford. Membre du Senior Council de deux collèges : Wolfson College et St Antony College, Oxford, professeur invité de l’University of Notre Dame, Indiana, USA. Artist in residence of Pembroke College, Oxford.

## Biographie

### Peintre
Maxime Kantor est avant tout un peintre renommé influencé par Michel-Ange, Mantegna, Bosch et Kouzma Petrov-Vodkine. Figure de l'underground russe des années 1980, il fonde en 1983 le groupe de peintres La maison rouge (en russe : Krasny Dom). Auteur d’un grand nombre de toiles telles que : Salle d’attente (1985), qui a connu un grand succès à la XVIIe Exposition Jeunesse en 1987, l’État (1995-1997), Tour de Babel (2004), Croisade (2009), Atlantide (2012), Cathédrale dans l’océan (2013), Merry Cathedral (2014 pour l’église parisienne Saint-Merri), Refugies (2015 pour le Ministère des Affairas Etrangers de l’Allemagne), Les Temptations de saint Antoine (2015), Civil War et Brown Spring (2016), Bibliothèque et Tempête (2017 pour le Ministère des Affairas Etrangers de l’Allemagne), Le Jugement dernier (2018).
En 1997, il a représenté la Russie à la Biennale de Venise avec une exposition personnelle, Chronique criminelle.
Depuis 1988, se produit activement comme peintre dans le monde entier, en Russie comme dans de nombreux pays européens. Ses peintures se trouvent dans plusieurs musées du monde tels que la galerie Trétiakov, le Musée russe, le Musée d’art d’État de Novossibirsk, le British Museum, le musée Sprengel, le Städel Museum, la Galerie nationale de Berlin, le musée Ulster, la Galerie nationale d’Australie (Canberra), le musée national du Luxembourg, ainsi que dans une vingtaine d’autres musées et collections privées[i]. Plusieurs églises renferment des peintures de Maxim Kantor : la cathédrale de Bruxelles, l’église Saint-Merri de Paris. Depuis janvier 2014, les œuvres de Kantor Saint Thomas et Saint François et Saint Augustin sont à l’Académie pontificale des sciences au Vatican.
Auteur de trois cycles graphiques monumentaux Terrain vague. Atlas (2000-2001), Métropole. Atlas (2003-2004), Volcan. Atlas (2010), ainsi que du livre d’artiste Heinrich von Kleist. La bataille d’Arminius (2013) traduit par V.Toporov et de la Ballade de Robin des Bois (2014) qui rassemble pour la première fois toutes les ballades en traduction russe avec les illustrations de Maxim Kantor. Travaille depuis 2015 sur un livre consacré au Faust de Goethe. 
À l’été 2012, une exposition personnelle d’œuvres picturales et graphiques de Maxim Kantor a été présentée au Palais de marbre du Musée russe[ii].
De juin à septembre 2013, Maxim Kantor a figuré à la Biennale de Venise avec l’exposition ATLANTIS au Palazzo Zenobio[iii].
En décembre 2013 s’est tenue une exposition personnelle Maxim Kantor. Peinture dans le cadre du IIe Forum culturel international de Saint-Pétersbourg au palais Michel du Musée russe[iv].
D’octobre 2014 à janvier 2014, exposition The Rape of Europe à Genève.
En décembre 2013 s’est tenue une exposition personnelle Maxim Kantor. Peinture dans le cadre du IIe Forum culturel international de Saint-Pétersbourg au palais Michel du Musée russe.
2016 Le Nouveau Bestiaire à l'Abbaye du Rencontre au Luxembourg et à la Stiftung Nannen à la Kunsthalle à Emden (Allemagne) et La famille contre l'empire au Musée National de Gdansk (Pologne)
2017 Mars Inauguration des deux grands tableaux Biblioteque et  Tempête dans le Hans-Dietrich Genscher Halle du ministère allemand des Affaires étrangères à Berlin
2017 Avril-Mai : De l'autre Coté. Merry Symbolism à l'église Saint-Merri de Paris. 
2018 Septembre-Octobre exposition FAUST à la Galerie Simoncini  à Luxembourg.
2018 Octobre : Le Judgement Dernier à l' Accademie des arts figuratives avec une conférence avec sept intervenants d'universités et d'instituts internationaux consacrés au même sujet, l’exposition Faust à l'institut IWM de Vienne, une  conférence chez le Forum Kreisky, et une exposition à la Otto-Friedrich-Universität Bamberg avec une conférence sur le thème "Pourquoi les États tombent"

### Ecrivain
1993: premier livre en 1993 La maison dans le no man's land avec des histoires et des illustrations créées par lui-même
En 2006, il devient célèbre pour avoir écrit son roman Manuel de dessin, un pamphlet controversé sur la Russie post-soviétique et contre la nouvelle intelligentsia libérale. 
En 2008, il publie un recueil d'essais, Les mâchoires lentes de la démocratie decomparant la démocratie au totalitarisme. 
En 2009, il publie A contre pied, un requiem pour la civilisation et qui compare la crise financière à un cancer. 
En 2010, il sort les roman Conseils au fumeur solitaire et 
En 2013 Feu rouge - Roman cathédrale qui sort en 2018 aussi en Allemagne avec le titre Rotes Licht. 
En 2014 Le livre sur l'histoire de l'art "Le chardon. La philosophie de la peinture "
On peut découvrir l’œuvre picturale et graphique de l’artiste sur son site personnel.

Depuis 1988, ses œuvres sont présentées dans de grandes expositions internationales entre-autres à la Galerie Tretiakov, au Musée Russe, au Sprengel Museum Hannover, à la Galerie nationale de Berlin ou à la Galerie nationale d'Australie. Ses œuvres sont aussi exposées dans des églises au Vatican, à la Cathédrale de Bruxelles, ou à l'église Saint-Merri.

### Écrivain
En 2006, il devient célèbre pour avoir écrit son roman Manuel de dessin (russe : Outchebnik rissovania), un pamphlet controversé sur la Russie post-soviétique et contre la nouvelle intelligentsia libérale. 
En 2008, il publie un recueil d'essais, Les mâchoires lentes de la démocratie (russe : Medliennyé tcheliousty demokratii) comparant la démocratie au totalitarisme. 
En 2009, il publie à contre pied (russe : V tou Storonou) un requiem pour la civilisation et qui compare la crise financière à un cancer.
En 2010, il sort Conseils au fumeur solitaire et en 2013 la Feu rouge - Roman cathédrale (Красный свет).
Il est actuellement artiste en résidence à l'université d'Oxford.